# Central Bedfordshire
Central Bedfordshire (dosł. „środkowe Bedfordshire”) – dystrykt o statusie unitary authority w hrabstwie ceremonialnym Bedfordshire w południowej Anglii. Utworzony w 2009, obejmuje całe hrabstwo oprócz Bedford i Luton.

## Miasta
- Ampthill
- Arlesey
- Biggleswade
- Dunstable
- Flitwick
- Houghton Regis
- Leighton Buzzard
- Linslade
- Potton
- Sandy
- Shefford
- Stotfold
- Woburn

## Inne miejscowości
Aley Green, Apsley End, Aspley Guise, Aspley Heath, Astwick, Barton-le-Clay, Battlesden, Beadlow, Beeston, Bidwell, Billington, Blunham, Brogborough, Broom, Budna, Caddington, Campton, Chalgrave, Chalton, Chicksands, Chiltern Green, Clifton, Clipstone, Clophill, Cockayne Hatley, Cranfield, Dunton, East Hyde, Eaton Bray, Edworth, Eggington, Eversholt, Everton, Eyeworth, Fancott, Flitton, Gravenhurst, Greenfield, Harlington, Hatch, Haynes Church End, Haynes, Heath and Reach, Henlow, Henlow Camp, Higham Gobion, Hockliffe, Holme, Holywell, Houghton Conquest, How End, Hulcote, Husborne Crawley, Hyde, Ickwell, Ireland, Kensworth, Langford, Leedon, Lidlington, Lower Caldecote, Lower Shelton, Lower Stondon, Lower Sundon, Lower Woodside, Marston Moretaine, Maulden, Meppershall, Millbrook, Milton Bryan, Moggerhanger, New Mill End, Northill, Old Warden, Pegsdon, Pepperstock, Potsgrove, Pulloxhill, Ridgmont, Salford, Seddington, Sewell, Sharpenhoe, Shillington, Silsoe, Skimpot, Slip End, Southcote, Southill, Stanbridge, Steppingley, Streatley, Studham, Sutton, Tebworth, Tempsford, Thorn, Thorncote Green, Tilsworth, Tingrith, Toddington, Totternhoe, Upper Caldecote, Upper Gravenhurst, Upper Shelton, Upper Stondon, Upper Sundon, Westoning, Whipsnade, Wingfield, Woodside, Wrestlingworth.